# Manh lớn
Anthus richardi là một loài chim trong họ Motacillidae.
Loài này sinh sản ở các khu vực đồng cỏ mở ở bắc châu Á. Chúng là loài di cư xa đến các vùng đất thấp ở tiểu lục địa Ấn Độ và Đông Nam Á. Chúng hiếm khi qua đến tây châu Âu. Loài này được đặt danh pháp khoa học theo nhà tự nhiên học Pháp Monsieur Richard của Lunéville.

## Mô tả
Thân dài 17–20 cm, cân nặng 25–36 g và sải cánh dài 29 đến 33 cm. Đây là loài chim mảnh khảnh và thường đứng rất thắng. Chân dài màu nâu vàng, đuôi dài với lông ngoài màu trắng và mỏ dài màu đen với chân mỏ hơi vàng.

## Đặc tính
Nó là một loài chim sinh sống ở các xứ mở, đặc biệt là vùng đồng bằng phẳng. Chúng sống ở đồng cỏ, thảo nguyên và đất canh tác, thích những nơi màu mỡ hơn, môi trường sống ẩm ướt. Ở châu Âu, thường được ghi lại trên các mũi và hải đảo. Chúng hiện diện một mình hoặc theo nhóm nhỏ.
Giống như khác trong chi, loài này là sâu bọ. Nó chủ yếu là thức ăn trên mặt đất và cũng thực hiện các chuyến bay ngắn để bắt côn trùng bay. Chúng cũng ăn hạt.
Các tổ được làm bằng cỏ hoặc rêu và được xây dựng trên mặt đất dưới một bụi cỏ cỏ.

## Hình ảnh

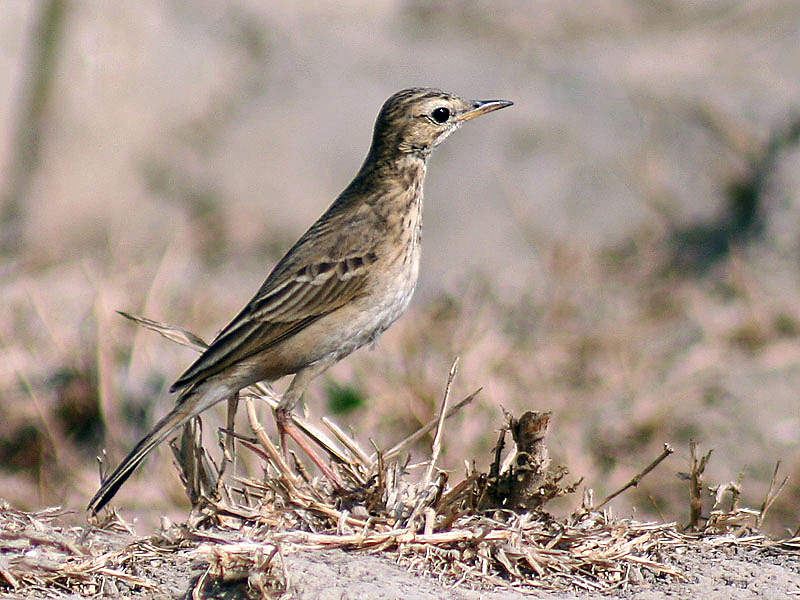
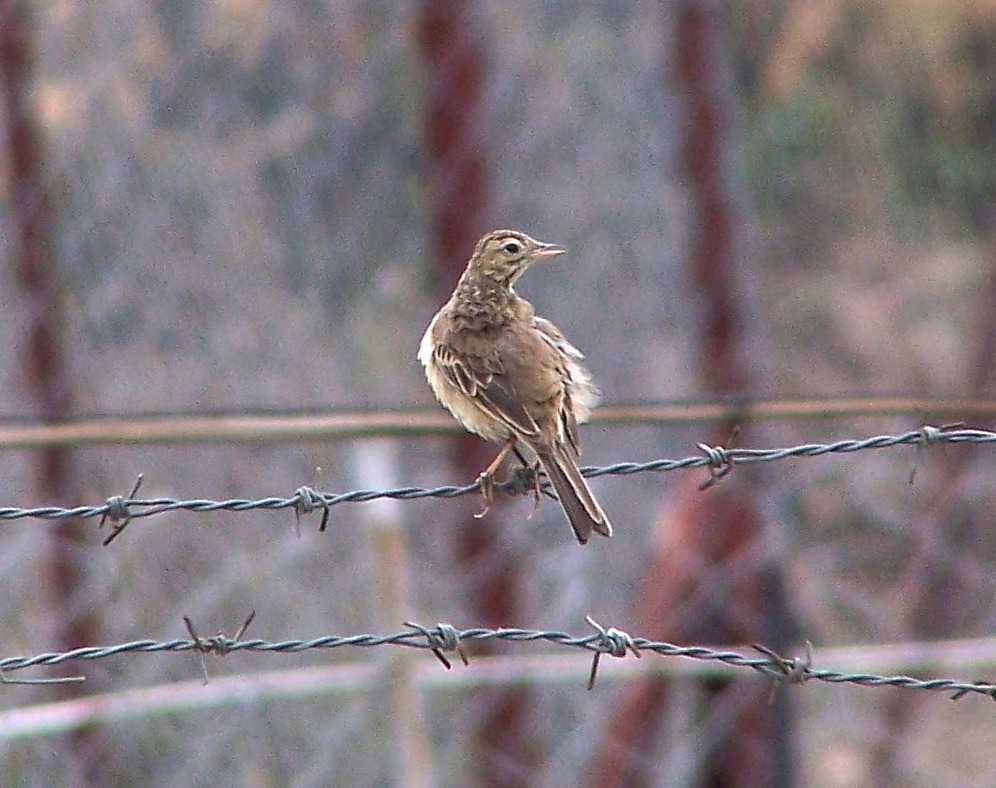
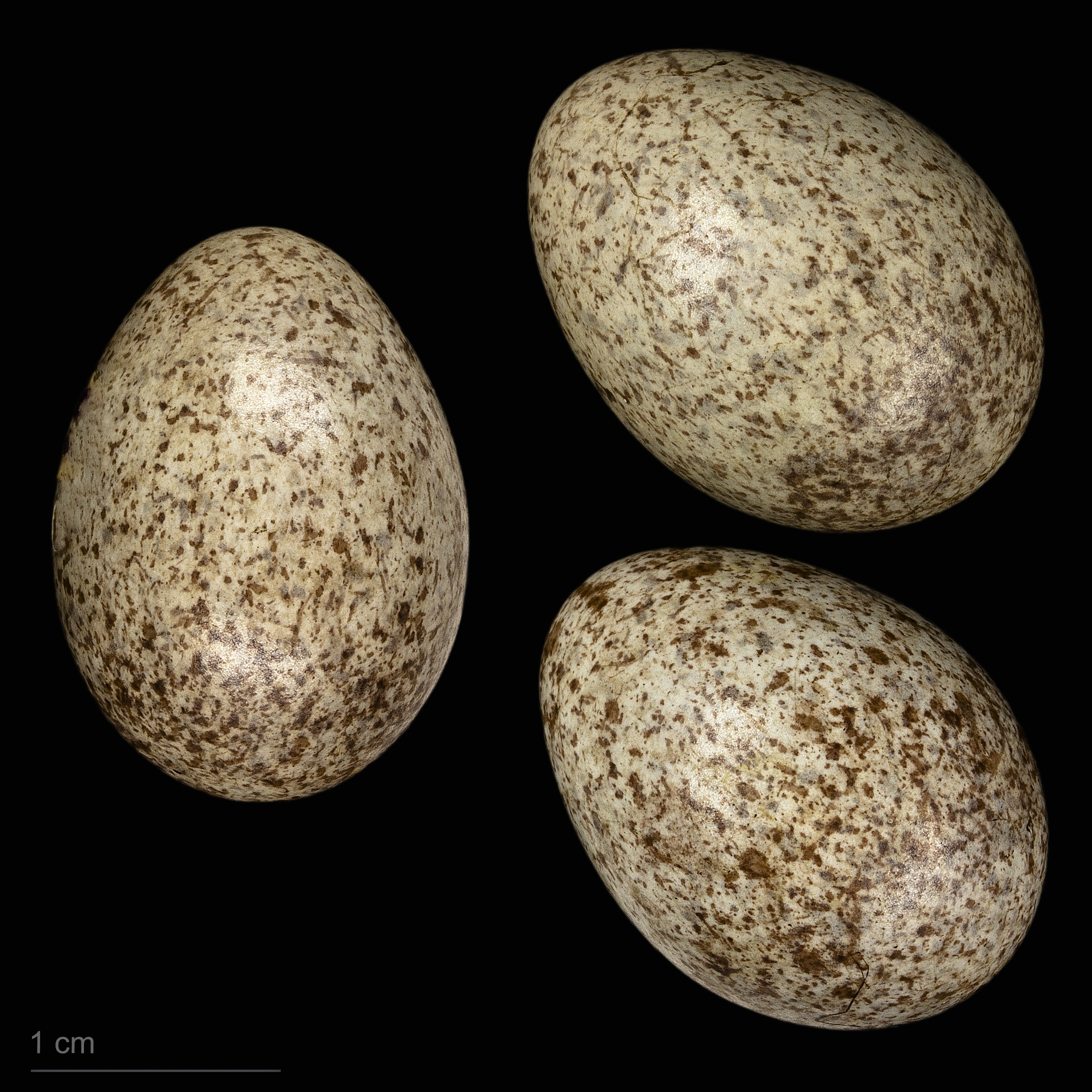
Anthus richardi